# Вяжга
Вяжга — посёлок в составе Нароватовского сельского поселения Теньгушевского района Республики Мордовия.

## География
Находится на расстоянии примерно 7 километров по прямой на юг от районного центра села Теньгушево.

## История
Основан в начале 1920-х годах переселенцами из села Нароватово, название по местной речке.

## Население
Постоянное население составляло 36 человек (мордва 100 %) в 2002 году, 28 в 2010 году.